# Mariano Echenagucía
Mariano Echenagucía (Buenos Aires, octubre de 1807 - mayo de 1869) fue un militar argentino que participó en la Guerra del Brasil y en las guerras civiles argentinas.

## Biografía
Se enroló en el ejército de la provincia de Buenos Aires en 1822, permaneciendo en guarnición en la capital hasta la Guerra del Brasil. Hizo la campaña contra el Imperio a órdenes del general Mansilla y participó en las batallas de Ituzaingó, Camacuá y Laguna Merín, en todos los casos con destacadas actuaciones y consiguiendo rápidos ascensos.
Participó en la guerra civil que provocó Juan Lavalle en 1828, combatiendo a sus órdenes en la batalla de Navarro. Fue enviado a Bahía Blanca, como segundo jefe de la guarnición.
Tras la retirada de Lavalle permaneció en la guarnición de la capital, y durante la Revolución de los Restauradores, en 1833 se pronunció a favor del gobernador Juan Ramón Balcarce, partido que resultaría derrotado. En 1835 fue dado de baja por decreto del gobernador Juan Manuel de Rosas.
En 1840 emigró a Montevideo, y desde allí hizo la campaña del general Paz en la provincia de Corrientes. Participó en la batalla de Caaguazú y en la invasión a la provincia de Entre Ríos, y luego en la retirada hacia el río Uruguay, en que fueron abandonados por casi todos sus soldados. Regresó con Paz a Montevideo, y luchó en la defensa de esa ciudad contra el sitio de Oribe, como coronel de la Legión Argentina, inicialmente organizada por Martín Rodríguez.
En 1845 pidió y obtuvo la baja del ejército, por enfermedad. Al año siguiente marchó a Corrientes, a unirse al ejército que había organizado Paz; pero cuando llegó, éste ya había fracasado en su intento de deponer al gobernador Madariaga y había huido al Paraguay.
Regresó a Buenos Aires, donde fue reincorporado al ejército porteño, llegando en 1848 a ser nombrado comandante del Regimiento de Infantería Nro. 1, el que había sido Regimiento de Patricios. Destinado primeramente a la isla Martín García, después se incorporó al Sitio de Montevideo.
Cuando Oribe se rindió ante el cambio de bando de Urquiza, se unió al Ejército Grande de Justo José de Urquiza como jefe de un regimiento de infantería, y a sus órdenes luchó en la batalla de Caseros. Participó en la revolución del 11 de septiembre de 1852 y – a partir de diciembre – en la defensa de la ciudad contra el sitio de Buenos Aires por las fuerzas federales de Hilario Lagos. También luchó en los siguientes años contra las invasiones federales de Flores y Costa, participando en la batalla de El Tala y en la masacre de Villamayor.
Sirvió durante varios años en la frontera contra los indígenas, y regresó a la guarnición de la capital. Durante la campaña de 1861 contra la Confederación Argentina, fue el jefe de las tropas de línea, preparando a la ciudad para resistir un posible avance de Urquiza, como había hecho dos años antes, hasta la capital. Cuando llegaron las primeras noticias de la batalla de Pavón, que comunicaban que las tropas porteñas de caballería habían sido derrotadas, fue enviado a Mercedes, a intentar reorganizar la defensa de la provincia. Pero la retirada de Urquiza hizo innecesaria esta actuación, ya que transformó la batalla de Pavón en una victoria porteña.
Pasó los años siguientes ocupando cargos secundarios. En 1868 fue inspector de la frontera norte de la provincia de Santa Fe, y al año siguiente, inspector general de fronteras de la Nación.
Falleció en Buenos Aires en mayo de 1869. Un barrio de la Ciudad de Gerli, en el Partido de Avellaneda, como así también una calle de la Ciudad de Buenos Aires, recuerdan a este militar.